# Anthraconiet

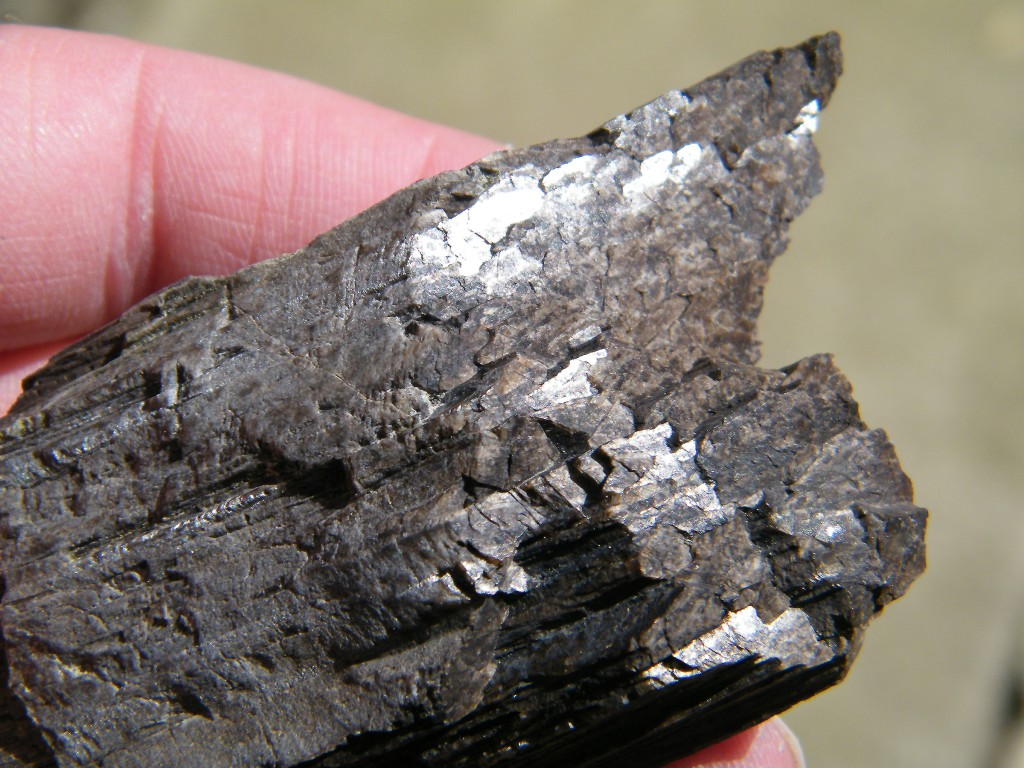
Anthraconiet uit Michigan.

Anthraconiet of stinksteen is een vorm van zwarte, bitumineuze marmer of kalksteen (variëteiten van calciet, aragoniet en dolomiet). Het gesteente ontstaan wanneer kalksteen onder anaerobe omstandigheden wordt afgezet. Anthraconiet verspreidt een onaangename geur wanneer erover gewreven wordt, te wijten aan het vrijkomen van waterstofsulfide en ammoniak uit het gesteente.
Anthraconiet is een bruin, grijs tot zwart gesteente met een splinterige breuk. Vroeger werd het gebruikt voor het vervaardigen van grafzerken, stoeptegels en vensterbanken. In gecalcineerde toestand werd het verwerkt in een metselspecie, ook bekend als steenkalk.